# Capel (Surrey)
Capel es una parroquia civil y un pueblo del distrito de Mole Valley, en el condado de Surrey (Inglaterra).

## Geografía
Según la Oficina Nacional de Estadística británica, Capel tiene una superficie de 26,13 km².

## Demografía
Según el censo de 2001, Capel tenía 3624 habitantes (49,92% varones, 50,08% mujeres) y una densidad de población de 138,69 hab/km². El 18,46% eran menores de 16 años, el 74,78% tenían entre 16 y 74 y el 6,76% eran mayores de 74. La media de edad era de 40,81 años. Del total de habitantes con 16 o más años, el 24,4% estaban solteros, el 59,56% casados y el 16,04% divorciados o viudos.
El 93,9% de los habitantes eran originarios del Reino Unido. El resto de países europeos englobaban al 2,4% de la población, mientras que el 3,7% había nacido en cualquier otro lugar. Según su grupo étnico, el 98,26% eran blancos, el 0,47% mestizos, el 0,88% asiáticos, el 0,17% negros y el 0,22% de cualquier otro salvo chinos. El cristianismo era profesado por el 75,1%, el budismo por el 0,28%, el hinduismo por el 0,44%, el judaísmo por el 0,17%, el islam por el 0,63% y cualquier otra religión, salvo el sijismo, por el 0,22%. El 14,57% no eran religiosos y el 8,58% no marcaron ninguna opción en el censo.
1855 habitantes eran económicamente activos, 1855 de ellos (97,27%) empleados y 52 (2,73%) desempleados. Había 1594 hogares con residentes, 33 vacíos y 16 eran alojamientos vacacionales o segundas residencias.